# Тартуский район
Тартуский район — административно-территориальная единица в составе Эстонской ССР, существовавшая в 1950—1991 годах. Центр — Тарту (не входил в состав района). Население по переписи 1959 года составляло 33,5 тыс. чел. Площадь района в 1955 году составляла 1401,1 км².

## История
Тартуский район был образован в 1950 году, когда уездное деление в Эстонской ССР было заменено районным. В 1952 году район был включён в состав Тартуской области, но уже в апреле 1953 года в результате упразднения областей в Эстонской ССР район был возвращён в республиканское подчинение.
14 апреля 1961 года к Тартускому району были присоединены Мехикоормаский и Пийриссаареский сельсоветы упразднённого Ряпинаского района.
В 1991 году Тартуский район был преобразован в уезд Тартумаа.

## Административное деление
В 1955 году район включал 10 сельсоветов: Выннуский, Кяревреский, Лемматсиский, Лууньяский (центр — Лохква), Мяксаский (центр — Тамме), Тартуский (центр — Аовере), Тяхтвереский (центр — Рахинге), Хааславаский (центр — Куреналу), Эмайыэский (центр — Метса), Яксиский (центр — Пухталейва).